# Mãe Shipton

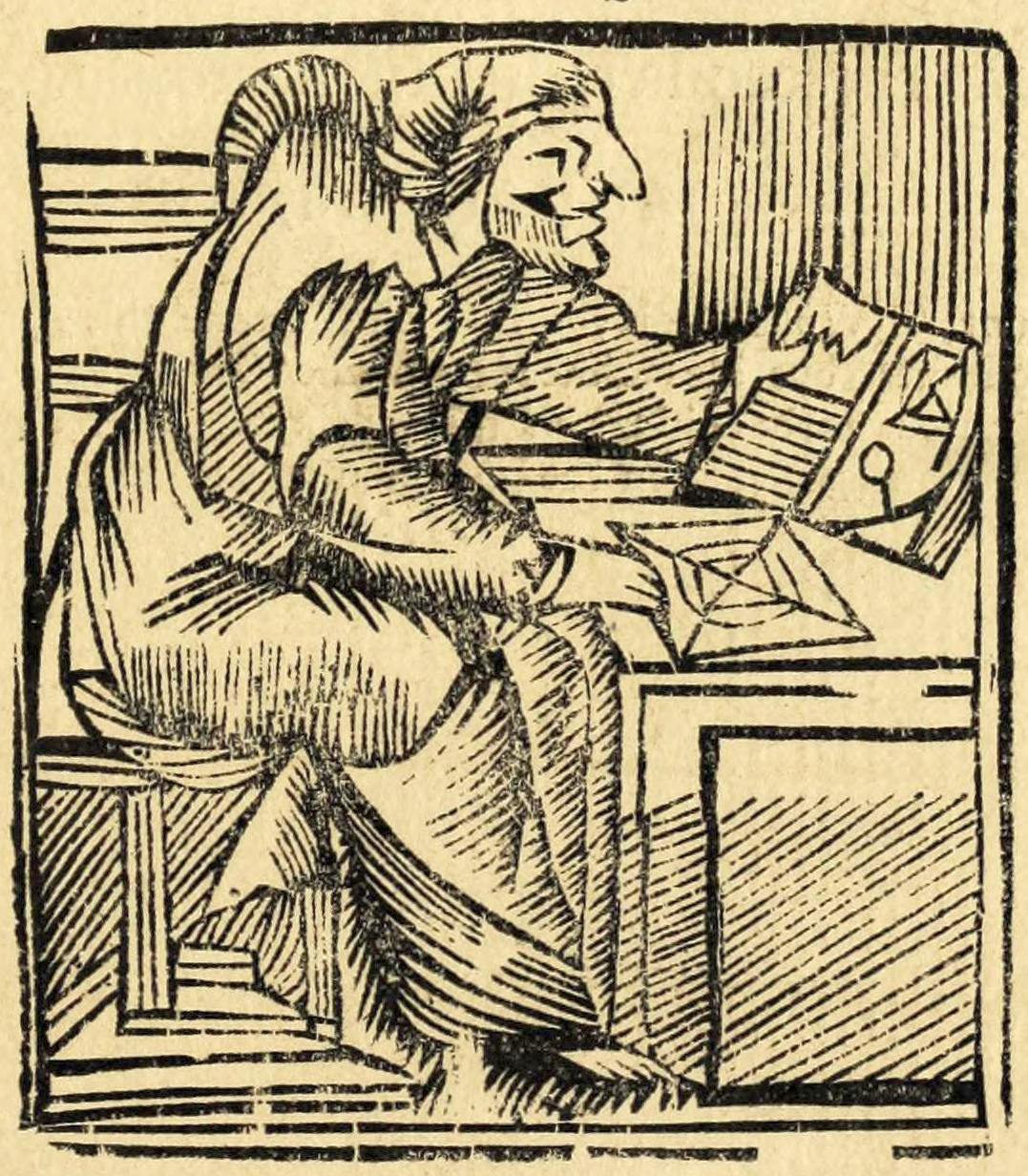
Gravura da Mãe Shipton de data desconhecida por um artista desconhecido

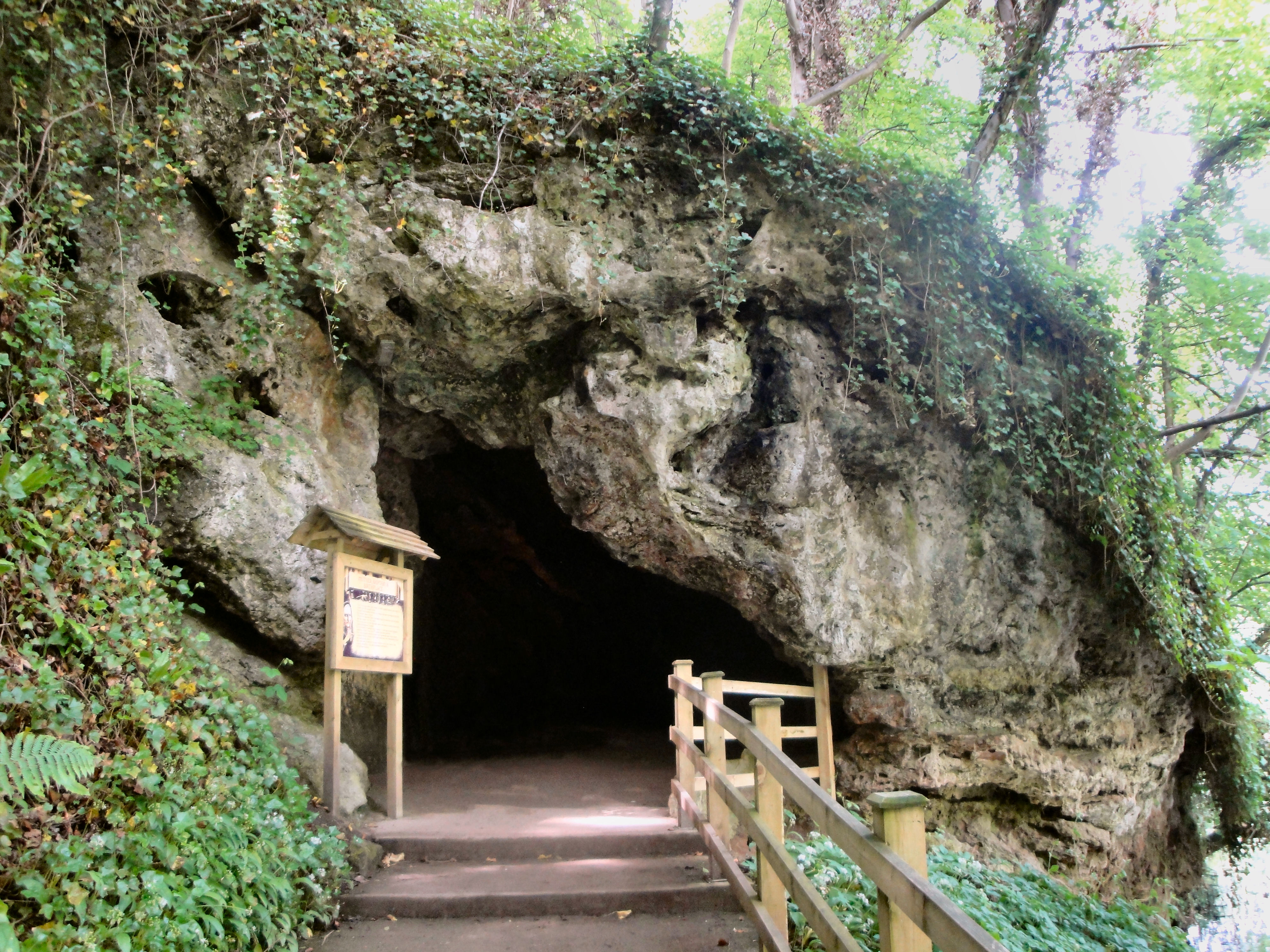
Caverna da Mãe Shipton

Ursula Southeil (c. 1488 – 1561) (também grafada como Ursula Southill, Ursula Soothtell ou Ursula Sontheil), popularmente conhecida como Mãe Shipton, é considerada uma adivinha e profetisa inglesa.
Ela às vezes é descrita como uma bruxa e é associada ao folclore envolvendo a origem das Rollright Stones de Oxfordshire, supostamente um rei e seus homens transformados em pedra após falhar em seu teste. William Camden relatou um relato disso em uma versão rimada em 1610.
A primeira edição conhecida de suas profecias foi impressa em 1641, oitenta anos após sua morte relatada. Esse tempo sugere que o que foi publicado foi um relato lendário ou mítico. Continha numerosas predições principalmente regionais, mas apenas dois versículos proféticos – nenhum deles predisse o fim do mundo. Mas sua reputação e histórias sobre ela contam que ela fez tal profecia.
Uma das edições mais notáveis de suas profecias foi publicada em 1684. Deu-lhe o local de nascimento como Knaresborough, Yorkshire, em uma caverna agora conhecida como Caverna da Mãe Shipton. Junto com o Poço Petrificante e o parque associado, esta propriedade agora é operada de forma privada como uma atração para os visitantes. Ela era considerada terrivelmente feia. O livro diz que ela se casou com Toby Shipton, um carpinteiro local, perto de York em 1512, e contou a sorte e fez previsões ao longo de sua vida.
Samuel Pepys registrou em seus diários que, enquanto fazia um levantamento dos danos causados a Londres pelo Grande Incêndio de 1666 na companhia da Família Real, ele os ouviu discutir a profecia de Mãe Shipton sobre o evento.

## Profecias

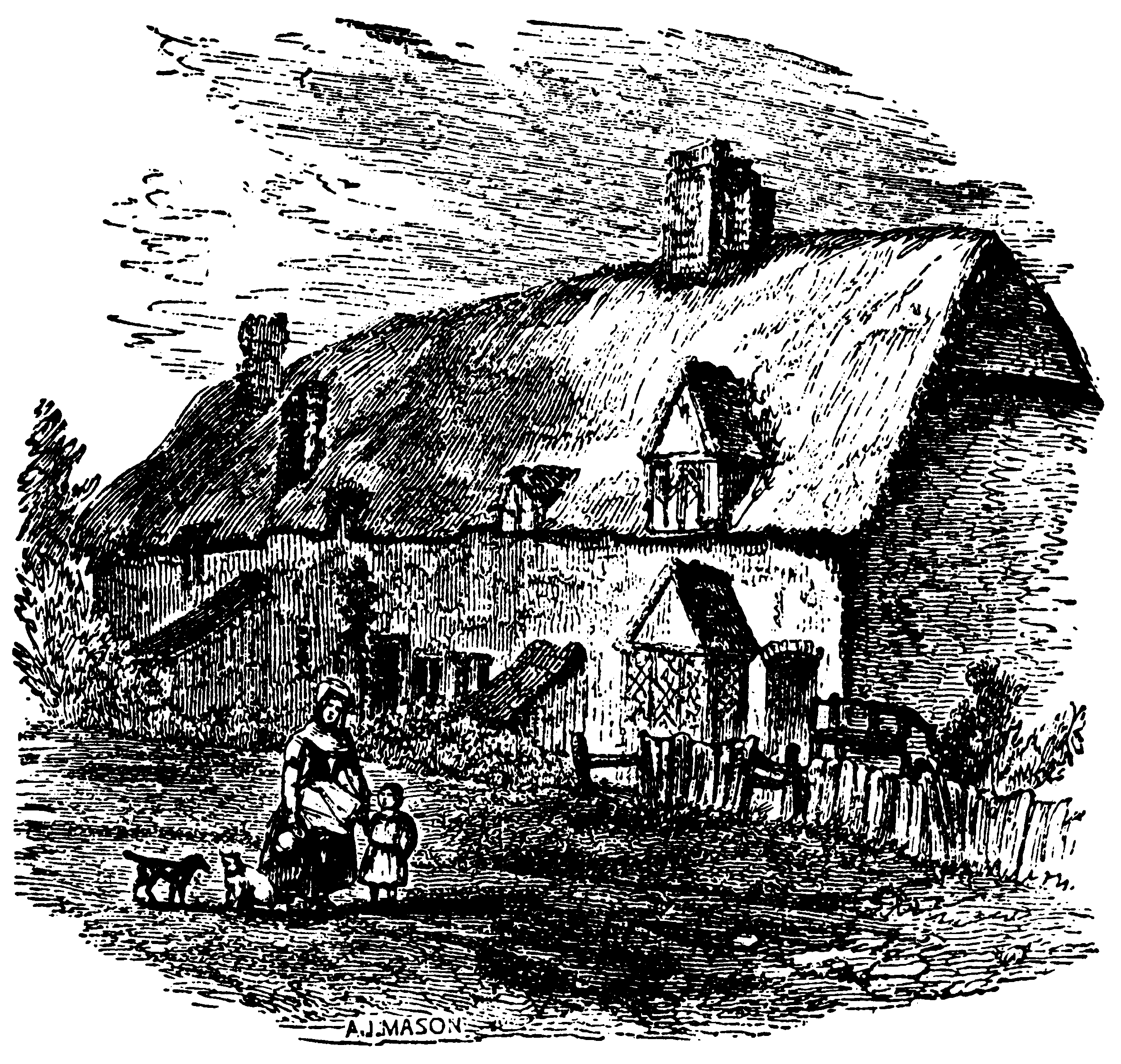
Casa da mãe shipton

A mais famosa edição reivindicada das profecias da Mãe Shipton prediz muitos eventos e fenômenos modernos. Amplamente citado hoje como se fosse o original, ele contém mais de uma centena de dísticos proféticos rimados. Mas a linguagem é notavelmente diferente do século XVI. Esta edição inclui as linhas agora famosas:
O mundo chegará ao fim

 Em mil oitocentos e oitenta e um.
Esta versão não foi publicada até 1862. Mais de uma década depois, seu verdadeiro autor, Charles Hindley, admitiu na impressão que havia criado o manuscrito.
Esta profecia fictícia foi publicada ao longo dos anos em diferentes datas e em (ou cerca de) vários países. O livreto The Life and Prophecies of Ursula Sontheil mais conhecido como Mother Shipton (1920, e reimpresso repetidamente) previu que o mundo acabaria em 1991. (No final dos anos 1970, muitos artigos de notícias foram publicados sobre Mãe Shipton e sua profecia de que o mundo acabaria - esses relatos diziam que isso ocorreria em 1981). 
Entre outras falas bem conhecidas da versão ficcional de Hindley (muitas vezes citadas como se fossem originais) estão:
"Uma carruagem sem cavalo irá;

O desastre enche o mundo de desgraças ...

Na água, o ferro então deve flutuar,

Tão fácil quanto um barco de madeira".

## Legado

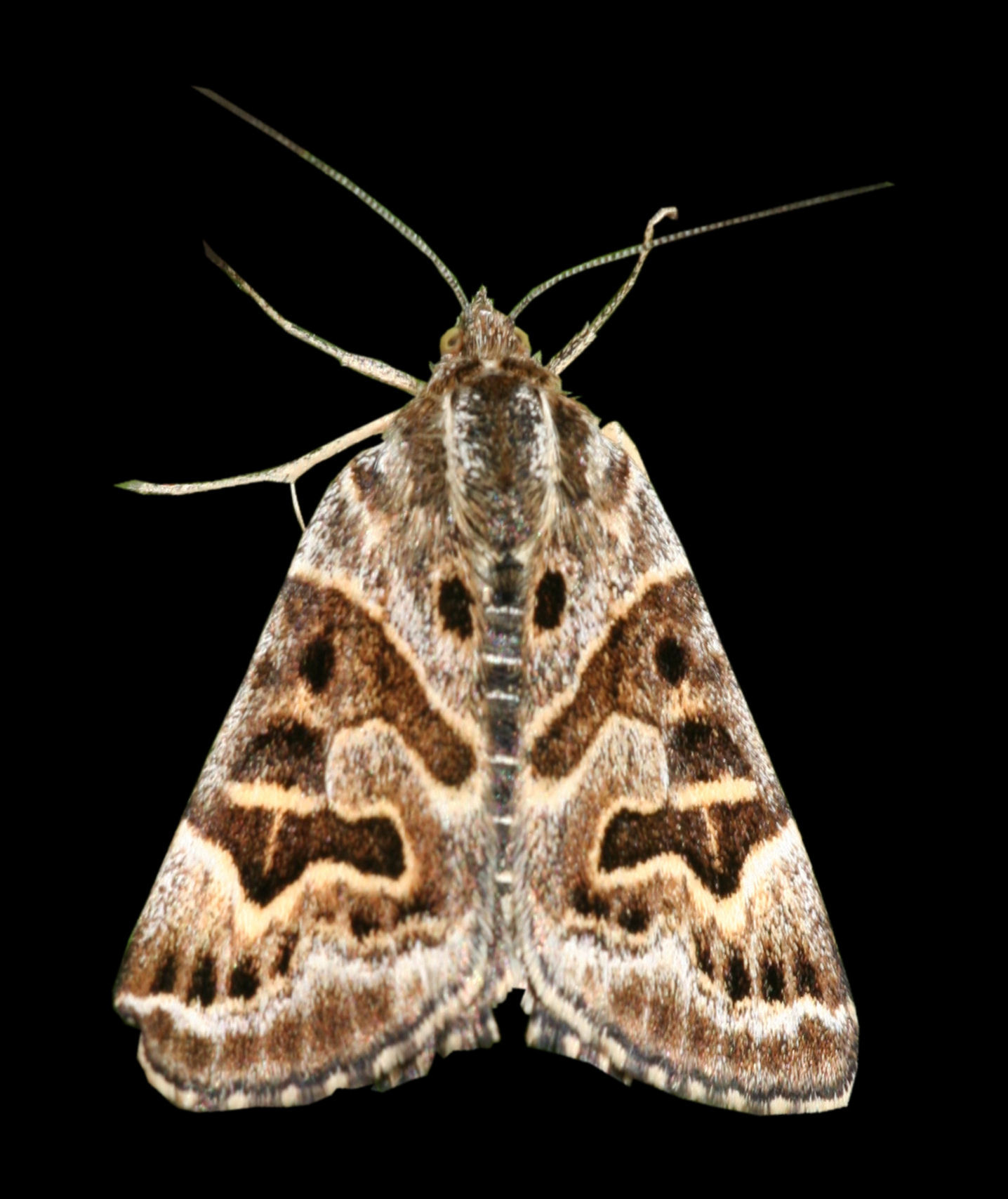
Uma mariposa Mãe Shipton, com marcas de bruxa em suas asas

A figura da Mãe Shipton acumulou folclore considerável e status lendário. Seu nome tornou-se associado a muitos eventos trágicos e acontecimentos estranhos registrados no Reino Unido, América do Norte e Austrália ao longo dos séculos XVII, XVIII e XIX. Muitos adivinhos usaram sua efígie e estátua, provavelmente para fins de marketing de associação. Muitos pubs ingleses foram nomeados em sua homenagem. Apenas dois sobreviveram, um perto de seu suposto local de nascimento em Knaresborough e o outro em Portsmouth. Este último tem uma estátua dela acima da porta.
Uma caricatura de Mãe Shipton foi usada nas primeiras pantomimas. Os historiadores acreditam que esta figura pode ter sido a precursora da dama Panto. 
A mariposa Mãe Shipton (Callistege mi) leva o seu nome. O padrão de cada asa lembra a cabeça de uma bruxa de perfil.
Uma campanha de arrecadação de fundos foi iniciada em 2013 para arrecadar £ 35.000 para erguer uma estátua de Shipton em Knaresborough. Concluída em outubro de 2017, a estátua fica em um banco na Praça do Mercado da cidade, perto de uma estátua de John Metcalf, um engenheiro rodoviário do século XVIII conhecido como Blind Jack.
Mãe Shipton é mencionada no Journal of the Plague Year (1772) de Daniel Defoe, referindo-se ao ano de 1665, quando a peste bubônica eclodiu em Londres:
"Esses terrores e apreensões do povo os levaram a milhares de coisas fracas, tolas e perversas, que eles não queriam que um tipo de pessoa realmente perversa para encorajá-los: e isso estava correndo para videntes, homens astutos e os astrólogos para saber sua fortuna, ou, como é expresso vulgarmente, para ter sua fortuna contada a eles, seu nascimento calculado, e assim por diante... E esse comércio tornou-se tão aberto e tão praticado que se tornou comum ter sinais e inscrições nas portas: 'Aqui mora uma cartomante', 'Aqui mora um astrólogo', 'Aqui você pode ter seu nascimento calculado', e similar; e a cabeça de bronze de Frei Bacon, que era o sinal usual das moradias dessas pessoas, podia ser vista em quase todas as ruas, ou então o sinal da Madre Shipton..." 